# Vampyressa
Vampyressa (Thomas, 1900) è un genere di pipistrelli della famiglia dei Fillostomidi.

## Descrizione

### Dimensioni
Al genere Vampyressa appartengono pipistrelli di piccole dimensioni, con lunghezza della testa e del corpo tra 43 e 65 mm, la lunghezza dell'avambraccio tra 30 e 38 mm e un peso fino a 16 g.

### Caratteristiche craniche e dentarie
Il cranio è corto e largo, con il rostro più corto della scatola cranica e il palato che si estende ben oltre gli ultimi molari. Gli incisivi superiori interni sono lunghi, bifidi, separati alla base ma convergenti verso l'estremità. Quelli più esterni sono corti, mentre quelli inferiori sono piccoli. Il primo premolare superiore è più piccolo del secondo, mentre il primo inferiore è simile nella forma ai canini.
Sono caratterizzati dalla seguente formula dentaria:

### Aspetto
La pelliccia dorsale è composta di peli tricolori o talvolta a quattro colori. Le parti superiori variano dal marrone chiaro al marrone scuro, mentre le parti ventrali sono più chiare e grigiastre. Sono presenti due strisce bianche sui lati del muso e in alcune specie una striscia dorsale chiara che si estende dalla zona tra le spalle fino alla groppa. Il muso è corto e largo, gli occhi sono di dimensioni moderate. La foglia nasale è corta, larga e lanceolata. Le orecchie sono relativamente grandi, ben separate tra loro, arrotondate e con i bordi colorati di giallo. Il trago è piccolo, triangolare e appuntito, con il bordo esterno dentellato e un lobo allungato alla base del bordo anteriore, spesso ricoperto di peli e probabilmente con una funzione ghiandolare. È privo di coda, mentre l'uropatagio è ridotto ad una membrana lungo la parte interna degli arti inferiori e con il margine libero talvolta frangiato e a forma di U rovesciata. Il calcar è molto corto.

## Distribuzione
Il genere è diffuso in America Centrale e meridionale.

## Tassonomia
Il genere comprende 10 specie.
- Solo un paio di incisivi inferiori. È presente una striscia chiara dorsale.

Sottogenere Vampyriscus
Vampyressa bidens
- Due paia di incisivi inferiori.

È presente una striscia chiara dorsale.
Sottogenere Metavampyressa
Vampyressa brocki
Vampyressa nymphaea
La striscia chiara dorsale è assente.
Sottogenere Vampyressa
Sono presenti due molari su ogni semi-arcata inferiore
Vampyressa elisabethae
Vampyressa pusilla
Vampyressa thyone
Vampyressa villai
Sono presenti tre molari su ogni semi-arcata inferiore
Vampyressa melissa
Vampyressa sinchi
Vampyressa voragine